# Alexander Postels
Alexander Johann Gustav Filippowitsch Postels (russisch Александр Филиппович Постельс; * 24. Augustjul. / 5. September 1801greg. in Helmet; † 28. Junijul. / 10. Juli 1871greg. in Wyborg) war ein deutschbaltisch-russischer Naturforscher und Hochschullehrer.

## Leben
Postels Eltern waren der Pastor Gottfried Ludwig Philipp Postels aus Stettin und seine Frau Antoinette Auguste geborene Mylius. Postels begann das Studium 1816 am Pädagogischen Hauptinstitut in St. Petersburg, aus dem 1819 die Universität St. Petersburg hervorging. 1823 schloss er das Studium an der physikalisch-mathematischen Fakultät der Universität St. Petersburg mit einer Silbermedaille als Kandidat der physikalisch-mathematischen Wissenschaften ab. Er blieb an der Universität und wurde Magister für Mineralogie und Geologie.

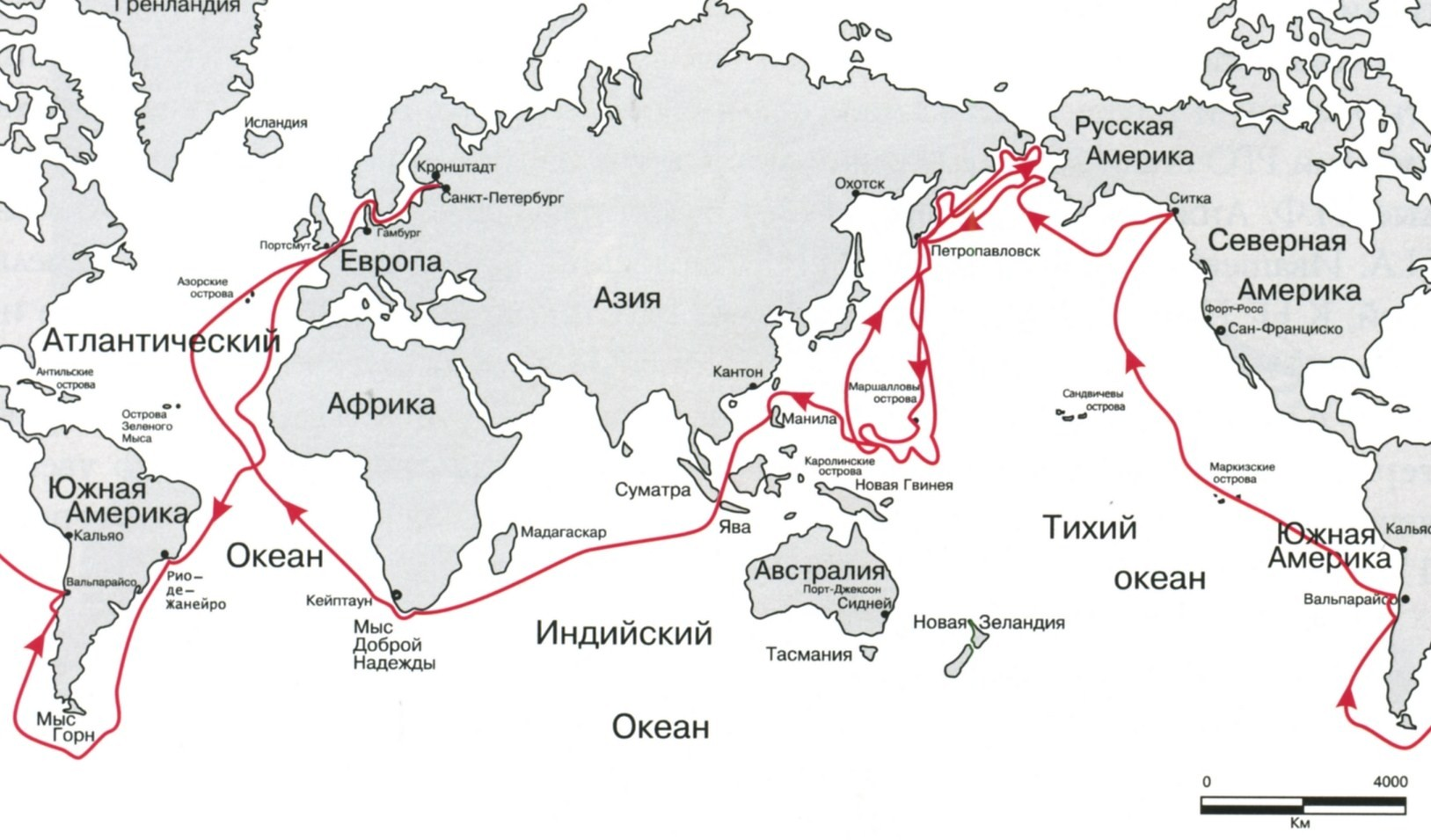
Route der Senjawin 1826–1829

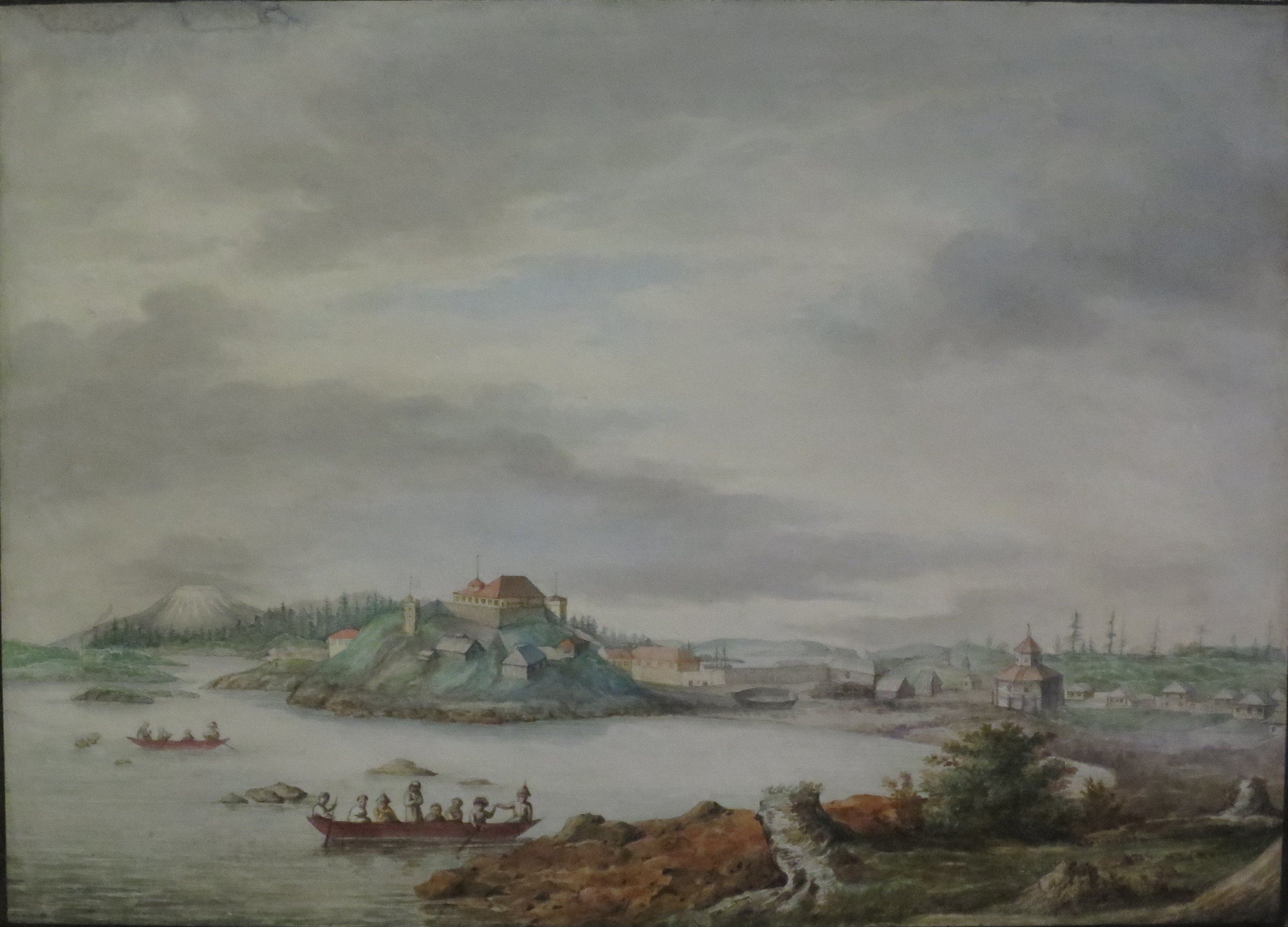
Sitka (A. Postels, Alaska State Museum, Juneau)

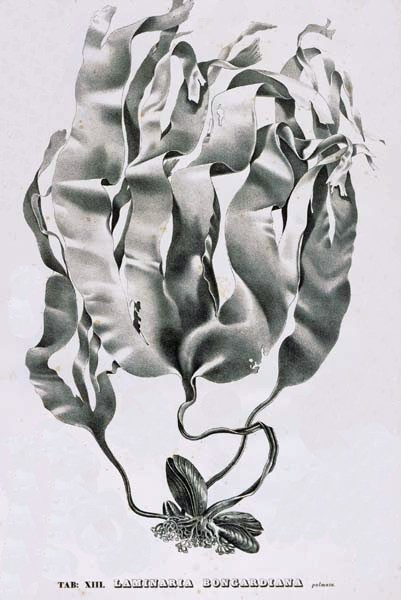
Laminaria bongardiana palmata (A. Postels, Illustrationes algarum in itinere circa orbem jussu Imperatoriis Nicolai I, 1840)

1826 begann Postels eine Vorlesung über Anorganische Chemie. Im August 1826 wurde er als Mineraloge und Zeichner auf der Sloop Senjawin unter dem Kommando Friedrich Benjamin von Lütkes in Kronstadt angeworben, so dass Postels an Lütkes Weltumsegelung teilnahm. Er war der erste Absolvent der Universität St. Petersburg, der für eine solche große Expedition ausgewählt wurde. Weitere Teilnehmer waren Karl Heinrich Mertens und Heinrich von Kittlitz. Erforscht wurden insbesondere die Küsten Alaskas und des Fernen Ostens. Nach der Rückkehr 1829 nach Kronstadt ordnete und dokumentierte Postels in den folgenden Jahren die mitgebrachten überaus zahlreichen und vielfältigen naturgeschichtlichen Materialien. Daraus entstanden umfangreiche Sammlungen von Säugetieren, Insekten, Vögeln, Pflanzen, Gesteinen und Mineralen. Alle Sammlungen wurden mit Skizzenalben ausgestattet. Die See-Palme Postelsia palmaeformis trägt Postels Namen. Für seine veröffentlichten Arbeiten erhielt Postels 1841 den ungeteilten Demidow-Preis der Akademie der Wissenschaften (zusammen mit Franz Joseph Ruprecht) und den Orden des Heiligen Wladimir IV. Klasse.
1830 wurde Postels Assistent Dmitri Iwanowitsch Sokolows. Im Mai 1831 wurde er zum Adjunkt-Professor am Lehrstuhl für Mineralogie und Geognosie der Universität St. Petersburg ernannt. Gleichzeitig wurde er Kustos des Mineralogischen Museums der Akademie der Wissenschaften (bis 1837, dann Kustos des Ethnographischen Kabinetts). Im Februar 1833 wurde er Adjunkt am Pädagogischen Hauptinstitut (1836 Extraordinarius, 1839 Ordinarius). Ab 1835 lehrte er Mineralogie am Technologie-Institut.
1835 wurde Postels Inspektor der privaten und öffentlichen Schulen St. Petersburgs. 1937 wurde er Direktor des 2. St. Petersburger Gymnasiums, in dem er sogleich dringend notwendige Reformen durchführte. Auch übernahm er den naturgeschichtlichen Unterricht für die Großfürstinnen Maria und Katharina und leitete die Erziehung der Kinder des Prinzen von Oldenburg, wofür er 1845 den Orden des Heiligen Wladimir III. Klasse erhielt. Im gleichen Jahr wurde er Wirkliches Mitglied der Russischen Geographischen Gesellschaft. 1849 folgte die Ernennung zum Wirklichen Staatsrat (4. Rangklasse). Er wurde 1850 Mitglied des Komitees zur Überprüfung der Schulverwaltungen, 1855 Mitglied der Kommission zur Inspektion der Marineausbildungseinrichtungen und 1856 Mitglied der Schulhauptverwaltung neben seinem Gymnasiumsdirektorenamt. 1862 war er Mitglied des Komitees für die Neugestaltung der Ausbildung an den Marineausbildungseinrichtungen. Dazu wurde er zum Geheimrat befördert (3. Rangklasse). Nach der Auflösung der Schulhauptverwaltung 1863 wurde Postels Berater des Volksbildungsministers. 1866 wählte die Akademie der Wissenschaften Postels zum Ehrenmitglied.
Postels Sohn Friedrich wurde Direktor des St. Petersburger Forsttechnik-Instituts. Postels Enkel Friedrich von Postels war russischer und US-amerikanischer Architekt.
Postels wurde in St. Petersburg auf dem lutherischen Teil des Smolensker Friedhofs begraben.

## Ehrungen, Preise
- Demidow-Preis (1841)
- Orden des Heiligen Wladimir IV. Klasse, III. Klasse
- Sankt-Stanislaus-Orden I. Klasse
- Russischer Orden der Heiligen Anna II. Klasse
- Ehrenmitglied der Russischen Akademie der Wissenschaften in St. Petersburg[15]